# Интент-анализ
Инте́нт-ана́лиз (англ. intention — намерение, цель) или ана́лиз наме́рений — теоретико-экспериментальный подход, позволяющий путём изучения публичной речи говорящего выявить недоступный при использовании других видов анализа скрытый смысл его выступлений, намерений и целей, которые влияют на дискурс.
Интент-анализ направлен на интенциональные характеристики речи, которые непосредственно соотносятся с ходом коммуникации. Метод даёт исследователю возможность описать как типовые, так и другие интенции, включая неосознаваемые, которые воспринимаются участниками общения и являются психологической реальностью коммуникации. Интент-анализ предусматривает изучение естественных речевых материалов, которые непосредственно берутся из окружающей жизни. Например, методом скрытого магнитофона, когда звучащая во время разговора речь записывается на плёнку или другой носитель информации, а следом по особой системе стенографируется: учитываются паузы, наложения реплик и другие особенности устной речи.

## История и содержание метода
Метод является довольно молодым и был разработан Лабораторией психологии речи и психолингвистики Института психологии РАН. Он применяется для выяснения внутреннего смысла политических агитационных текстов.
Метод основан на идее, что взрослые люди, прошедшие социализацию, при вступлении в общение обычно не столько простодушно выражают то, что думают, сколько выстраивают свою речь соответственным образом и стремятся к достижению целей, которые временами бывают сложными, иногда скрываются говорящим и для оказания желаемого воздействия прячутся за показными намерениями (интенциями). Интенциональные направленности говорящего складываются в довольно сложную структуру и направлены на оказание воздействия на слушателей. Причём интенции имеют разнообразные виды проявления, что не мешает им быть устроенными по законам языка так, чтобы слушатели смогли воспринять их общую направленность, а также ощутить в высказываниях различный эмоциональный настрой — одобрение, порицание, угрозу и т. п. Изучение интенциональных форм предоставляет возможность обрести ключ к пониманию способов словесных воздействий и побуждений. Поэтому, особенно в случаях важных устных или письменных выступлений, хорошее знание правил интенционального построения вербальных высказываний окажет значительную помощь автору текста и дискурса.
Метод интент-анализа по своей природе является психосемантическим, а значит рассчитанным на субъективную оценку со стороны воспринимаемых высказываний. Методическая организация работы состоит в пошаговом оценивании экспертами (одним или несколькими) авторских высказываний, взятых из некого избранного текста. Критерии оценивания на всём протяжении исследования являются неизменными: что вызвало то или иное высказывание, в чём заключается его целевая направленность, зачем оно вообще необходимо говорящему? В то же время нужно понимать, что методика не лишена субъективности, поэтому нуждается в тщательной проработке. Так лучше всего вести исследование группой, в состав которой входят три-четыре человека-эксперта. Это позволит в случае каких-то расхождений проводить согласованные поправки их суждений, а также получать дополнительные факты о «зонах неразличимости» или «трудной различимости» интенций. Хорошим подспорьем может стать оперативный словарь интенций, который составляется на основе ясных случаев. В некоторых случаях полезно переформулировать анализируемые высказывания с обязательным сохранением смысла оригинала.

## Области применения
В ходе исследований Лаборатории психологии речи и психолингвистики Института психологии РАН было установлено, что в условиях непосредственного общения интенциональное состояние у собеседников в значительной мере служит указателем на речевого партнёра и текущую коммуникацию. Причём вместе с интенциями, которые возникают по ходу взаимодействия (ответить, уточнить, подтвердить), на движение разговора оказывают своё влияние и более общие устремления, которые в связи с практической деятельностью коммуникантов складываются за пределами диалога. Интенциональные направленности субъектов являются одной из важнейших психологических основ, на которых затем выстраивается дискурс. Во многом именно они определяют, каким образом и что именно говорится, как проходит взаимодействие с целой аудиторией или же только отдельным собеседником.
Н. Д. Павлова, занимаясь анализом диалогов телевизионной передачи А. В. Караулова «Момент истины» и сопоставляя дискурсы, выявила особенность диалогических интенций собеседников ведущего, а также их влияние на развитие разговора.